# Now You Know (Chanel West Coast)
Now You Know è il primo album in studio della cantante statunitense Chanel West Coast, pubblicato nel 2013.

## Tracce
1. Pursuit of Happiness – 4:30
2. Karl – 3:34 (testo: Chanel West Coast e Rich Skillz)
3. Been On (feat. French Montana) – 3:22 (testo: Christian Rodgers, Chanel West Coast, Rich Skillz e French Montana)
4. Mazel Tov – 3:43
5. Ain’t Got to Worry – 3:34
6. Pushin (feat. Ty Dolla $ign) – 4:04
7. Alcoholic – 3:24 (testo: Chanel West Coast e Rich Skillz)
8. Party (feat. Honey Cocaine) – 3:46 (testo: Chanel West Coast, Honey Cocaine e Rich Skillz)
9. Explosions – 3:06
10. Punch Drunk Love – 3:28
11. Without You – 3:02
12. Greatest Hit – 3:43 (testo: Rich Skillz)
13. Bigger Than – 3:25 (testo: Chanel West Coast e Rich Skillz)
14. Nada – 3:31 (testo: Chanel West Coast e Rich Skillz)
15. Put in Work (feat. Snoop Dogg & Evan Ross) – 4:15
16. Love You Down – 3:02
17. One Night – 4:00
18. Power of Love (feat. Robin Thicke) – 4:43